# Stephen K. Hayes
Stephen K. Hayes (nacido el 9 de septiembre de 1949 en Ohio, Estados Unidos), también conocido como An-shu, es un maestro de artes marciales de origen occidental. Hayes fue uno de los primeros alumnos de ninjutsu de origen no japonés, por maestros de este arte en el Japón, como Toshiro Nagato o Masaaki Hatsumi. Decidido a emprender su propio camino en la búsqueda de la perfección, a través del estudio de otras artes marciales y tradiciones espirituales a través del mundo, poco después de serle otorgado el máximo grado en ninjutsu funda su propio estilo de arte marcial, al que denomina To-Shin Do.

## Biografía

### Primeros años
Nace en 1949 en Ohio en un ambiente familiar sensible a las cuestiones religiosas, así durante su juventud ayuda en las ceremonias religiosas de su parroquia y participa activamente en foros de jóvenes. Durante los años 1960, durante su adolescencia, tuvo sus primeros contactos con las artes marciales en dojos de su ciudad natal. 
En 1971 se gradúa en la Miami University de Oxford (Ohio) en teatro, tras lo cual intenta encontrar un lugar en el mundo laboral que lo satisfaga, apartándose temporalmente de sus inquietudes espirituales. Al no encontrar satisfacción en ello, decide dedicar su vida a la búsqueda de las raíces de las artes marciales y las tradiciones religiosas orientales.

### Artes marciales
Su primer intento fue con el Tangsudo, arte marcial coreano en el que alcanzó el grado de tercer dan. No sintiéndose pleno con su práctica y estudio, decidió viajar a Japón para conocer otros estilos. Viaje que en junio de 1975 le lleva a conocer a Masaaki Hatsumi, gran maestro de las nueve escuelas del ninjutsu; a quien, dos años antes, su predecesor, Toshitsugu Takamatsu, le había dado el encargo de expandir las enseñanzas del ninjutsu a todo el planeta. Mostrando la aptitud adecuada, Hayes es aceptado como alumno del Bujinkan Dojo, lo que le convertirá en el vehículo adecuado para tal cometido. Los entrenamientos a los que este fue sometido fueron duros e intensos, llevándole a alcanzar el grado de maestro (Shidoshi) tras pasar la prueba del Sakki-Test. En 1979, conoce a su futura esposa, Rumiko Urata, con quien se casa al siguiente año.
Continuando sus entrenamientos con Hatsumi, alterna su vida entre Japón y los EE. UU., exportando ese arte marcial a aquel país y a Europa Occidental. Quizás gracias a los recuerdos aún frescos del fallecimiento de Bruce Lee (1973), los seminarios impartidos por Stephen Hayes en su país, denominados Warrior Quest, tienen un notable impacto mediático que llevan al fenómeno conocido como el ninja boom de los años 1980, explotados por Hollywood con filmes al estilo de American Ninja (1985) y sus múltiples secuelas. El reconocimiento de toda su carrera en el mundo de las artes marciales y la introducción del ninjutsu en Occidente, le llega a a través de su inclusión en el Black Belt Hall of Fame en 1985.
En el año 1993 recibe el décimo dan en ninjutsu de manos del soke Masaaki Hatsumi, de 15 danes existentes. Tras continuar con su difusión y enseñanza, fundando para ello el Nine Gates Institute, en 1997 se da cuenta de que no se siente plenamente satisfecho con las artes marciales tradicionales, por su dificutad de unirlas a la mentalidad occidental, lo que le lleva a desarrollar su propio estilo, al que denomina To-Shin Do. Este arte marcial estaría basado en sus conocimientos de ninjutsu y sus experiencias con los monjes yamabushi en Japón. Para su enseñanza funda la red de escuelas SKH Quest Centers, cuyas actividades vienen intensificándose desde entonces.

### Búsqueda espiritual
Incansable viajero, en su empeño por alcanzar la perfección espiritual, recorre el mundo en toda su extensión, desde el Tíbet hasta la Antártida. En 1984 conoce al maestro Khenpo Karthar Rinpoche y a S. E. Jamgon Kongtrul III, del budismo tibetano, con quienes realiza el acto de tomar refugio, compromiso hacia la Triple Joya (o Triple Refugio) que implica su adhesión a las enseñanzas de Buda. Tres años después, en 1987 es iniciado en la tradición ascética por los monjes yamabushi del Templo Henso-ji, en el monte Yoshino, en Japón. En mayo de 1991 es ordenado sacerdote Tokudo por el maestro vajrayana Clark Jikai Choffy.
Durante los años 90, Hayes acompaña al dalái lama en sus viajes en calidad de escolta y consejero de seguridad. Desde 1997 forma parte de la dirección del centro cultural tibetano de Thubten Jigme Norbu, hermano mayor del Lama. En agosto de 1999 recibe de aquel los votos Bodhisattva, como parte de su iniciación al Kalachakra. En diciembre de 2002 viajó a la India para participar como invitado especial en la consagración de la sala de meditación Drepung Gomang por Dalái lama.
Continuando con el estudio de las deidades tántricas, en noviembre del 2000 es ordenado con el manto marrón y blanco del monasterio sakia por Jigdal Dagchen Sakya. En el 2004 le es trasmitido el libro del Vajrakilaya por los lamas Kunga Dhondup y Pema Wangdak.
Estas enseñanzas las transmite a sus numerosos alumnos en su dojo, Kasumi-An, donde es conocido como An-shu, grado reservado para los directores de esta disciplina marcial.

## Otros datos
Stephen K. Hayes tiene un importante efecto mediático, lo que le ha hecho aparecer en todo tipo de publicaciones escritas, desde Black Belt (editada en español como Cinturón Negro) hasta Playboy, incluyendo por supuesto revistas de carácter espiritual, como Tricycle Buddhist Review. Su primera biografía apareció en Who's Who en 1990.
Ha publicado alrededor de una veintena de libros acerca de las artes marciales y los conocimientos del mundo oriental, siendo traducido a múltiples idiomas, superando el millón de copias vendidas.
Durante su periodo de estancia en Japón, alternó su estudio de artes marciales con apariciones en la televisión japonesa y en producciones cinematográficas. Participó junto a Richard Chamberlain y Toshiro Mifune en la serie de televisión Shogun.
Su profundo conocimiento en las artes marciales también lo ha empleado para el desarrollo de programas de defensa policial y de escolta privado, como el ya mencionado caso del Dalái lama. Otros de sus clientes han sido la Academia de las Fuerzas Aéreas de los EE. UU., la Academia del FBI, la American Society for Law Enforcement Training, miembros de élite del SAS británico, así como numerosos dignatarios, que han sido protegidos personalmente por Hayes.
También es profesor adjunto en el Master de Gestión de Negocios de la McGregor School de la Antioch University, donde aplica sus conocimientos en artes marciales y meditación al control y manejo de las presiones, incertidumbres y estrés típico en los hombres de negocios.

## Publicaciones
- (1975) Ninja combat method: A training overview manual, Beaver Products.
- (1980) con Griffeth, Bill y Lee, Gregory. Ninja Vol. 1: Spirit of the Shadow Warrior, Ohara Publications.
- (1981) Ninja Vol. 2: Warrior Ways of Enlightenment, Ohara Publications.
- (1983) Ninja Vol. 3: Warrior Path of Togakure, Ohara Publications.
- (1984) Ninja Vol. 4: Legacy of the Night Warrior, Ohara Publications.
- (1984) Ninjutsu. The Art of the Invisible Warrior, McGraw-Hill.
- (1984) Wisdom from the Ninja Village of the Cold Moon, Contemporary Books.
- (1985) The Mystic Arts of the Ninja, McGraw-Hill.
- (1985) Tulku: A Novel of Modern Ninja, Contemporary Books.
- (1986) Ninja Realms of Power: Spiritual Roots and Traditions of the Shadow Warrior, Contemporary Books.
- (1988) The Ancient Art of Ninja Warfare: Combat, Espionage and Traditions, Contemporary Books.
- (1989) Ninja Vol. 5: Lore of the Shinobi Warrior, Ohara Publications.
- (1990) Ninja and Their Secret Fighting Art, Tuttle Publishing.
- (1992) Enlightened self-protection: The Kasumi-An ninja art tradition, Nine Gates Press.
- (1993) Action Meditation. The Japanese Diamond and Lotus Tradition, Nine Gates Press.
- (1997) First steps on the path of light: Tendai-shu Buddhist mind science study guide, Nine Gates Press.
- (2000) How To Own The World: A Code for Taking the Path of the Spiritual Explorer, Nine Gates Press.
- (2003) con Hatsumi, Masaaki. Secrets from the Ninja Grandmaster, Paladin Press.
- (2004) The Ancient Art of Ninja Warfare: Combat, Espionage and Traditions, Lost Arts.
- (2006) How to Own the World: A Code for Taking the Path of the Spiritual Explorer, self-published.
- (2006) Enlightened Warrior Gyo-ja Practitioner Recitation Handbook for Daily Practice, self-published.
- (2007) Ninja Vol. 6: Secret Scrolls of the Warrior Sage. Forthcoming.